# Jaciment arqueològic de l'Alt de Benimaquia
El jaciment arqueològic de l'Alt de Benimaquia, que correspon al període iber arcaic i ple (segles VI-III aC), es localitza a la Xara, al terme municipal de Dénia (Marina Alta, País Valencià), a l'extrem nord-oest del Montgó.
El poblat estava fortificat per una muralla de 100 m de longitud, i una amplada d'1,5-2 m, en angle recte, que tanca un espai triangular, i amb una alçada conservada de fins a 2,8 m. Presenta adossades 6 torres, d'aparell semblant a la muralla. Es tracta d'una fortificació ibèrica, amb restes de materials que consisteixen en ceràmiques amb decoració geomètrica, possiblement dels segles V-III aC.
S'hi ha identificat una instal·lació destinada a la producció de vi, així com la presència d'àmfores indígenes que imiten el tipus fenici contemporani i que, presumiblement, estaven destinades a contenir la referida producció vinícola.

## Galeria

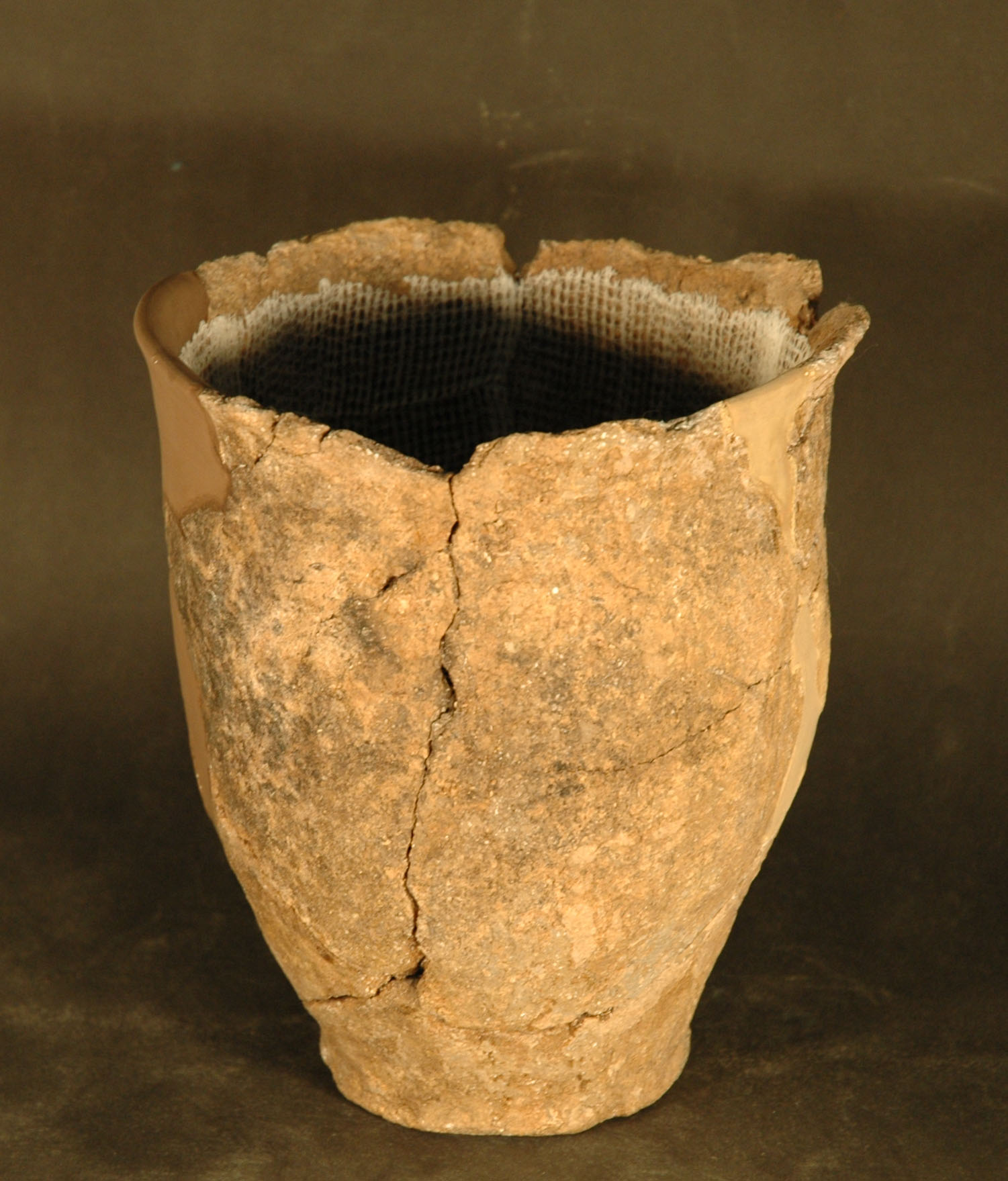
Olla de ceràmica procedent del jaciment
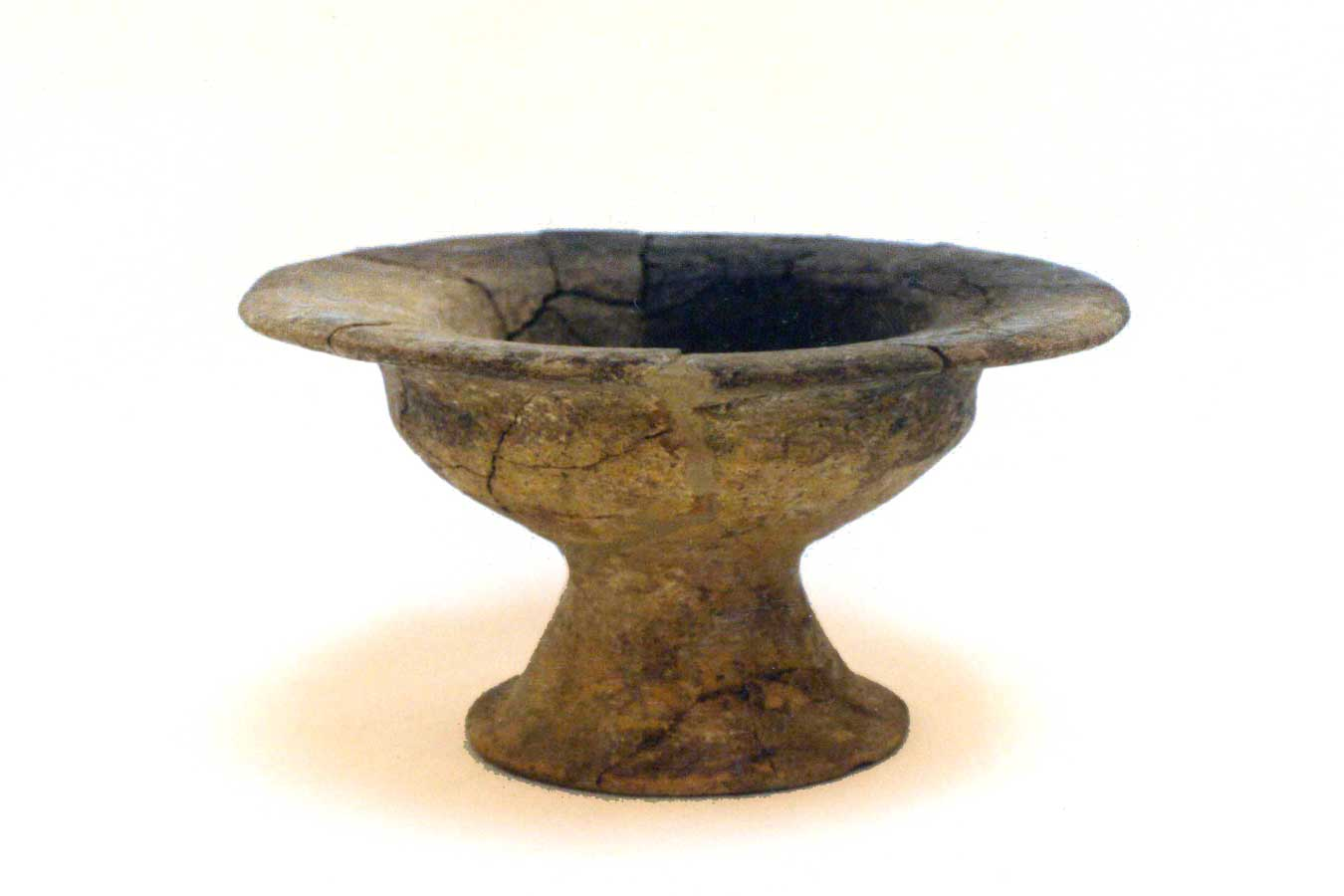
Peveter trobat a l'Alt de Benimaquia
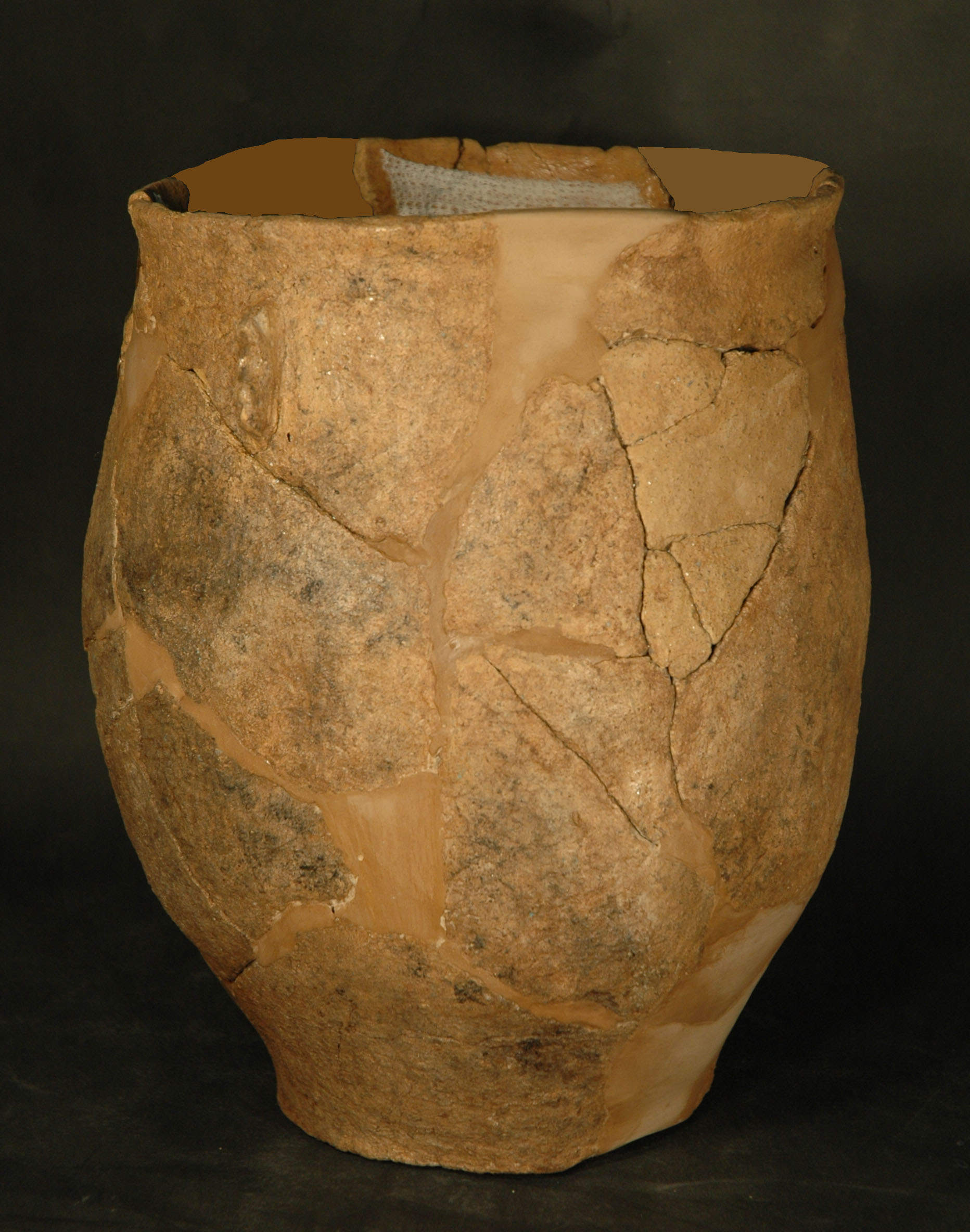
Olla de ceràmica procedent del jaciment
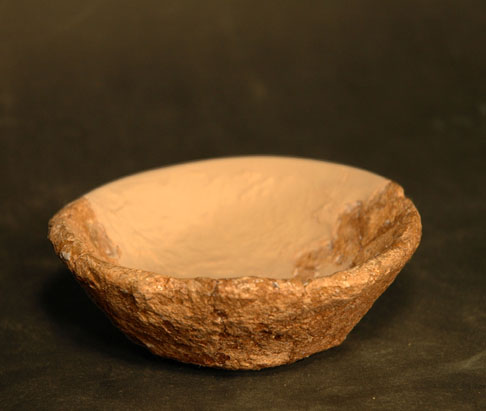
Platet procedent del jaciment